# Duché de Mirepoix
1229
Gaston Pierre de Lévis-MirepoixLa seigneurie puis duché de Mirepoix fut à partir de 1229 un fief de la maison de Lévis.

## Histoire
La seigneurie de Mirepoix fut érigée par le Traité de Paris de 1229 au profit de Guy Ier de Lévis afin de récompenser ses faits d'armes au cours de la croisade des albigeois par son suzerain, Simon de Montfort.
Le fief de Mirepoix fut érigé en duché le 25 septembre 1751 au profit du maréchal Gaston Pierre de Lévis-Mirepoix par Louis XV[réf. nécessaire].

### Liste des ducs de Mirepoix depuis 1751
- 1751-1757 : Gaston Pierre de Lévis-Mirepoix (1699-1757)

- 1757-1794 : Charles-Philibert de Lévis-Mirepoix (1753-1794)

- 1794-1851 : Athanase de Lévis-Mirepoix (1792-1851)
- 1851-1886 : Guy de Lévis-Mirepoix (1820-1886)
- 1886-1915 : Henri de Lévis-Mirepoix (1849-1915)
- 1915-1981 : Antoine de Lévis-Mirepoix (1884-1981)
- 1981-1987 : Charles-Henri de Lévis-Mirepoix (1912-1987)
- depuis 1987 : Antoine de Lévis-Mirepoix (né en 1942)

## Géographie
Le duché de Mirepoix correspond aujourd'hui au nord-est de l'actuel département de l'Ariège et au diocèse de Mirepoix[réf. nécessaire].